# بيت الرزاز
بيت الرزاز (بالإنجليزية: Bayt Al-Razzaz)‏، هو مجمع سكنى أثري يعود تاريخه إلى العصر المملوكي، نتج عن ضم بيتين كبيرين لأسرتين بعد التزاوج بينهما في أوائل القرن التاسع عشر ، ويعود الإنشاء الأصلي إلى القرن الخامس عشر على يد السلطان قايتباي، وتوسع وتطور في عدة مراحل زمنية حتى شمل الآن أكثر من مائة وتسعين غرفة وفناءين كبيرين أحدهما شرقي والأخر غربي. يقع البيت بحي الدرب الأحمر بمدينة القاهرة، وتطل واجهات المبنى الخارجية على شارعين هما شارع باب الوزير من الجهة الشرقية، وشارع سوق السلاح من الجهة الشمالية، وهي واجهات صغيرة الحجم بالمقارنة إلى مساحة العقار الذي يصل إلى 3400 م2.

## الموقع
يقع بيت الرزاز بين شارع باب الوزير بالدرب الأحمر، وسوق السلاح، في منتصف المسافة بين القلعة وباب زويلة.

## خلفية تاريخية
يتكون المنزل من قسمين: القسم الشرقي الصغير ويعود تاريخ بناءه إلى القرن الخامس عشر، ويعرف منزل السلطان قايتباي، أما القسم الغربي الكبير فيعود إلى القرن الثامن عشر وقام بتشييده الأمير أحمد كتخدا الرزاز عام 1778 بالإضافة إلى تجديده للقسم الشرقي.

## التسمية
سمي البيت على اسم أحمد كتخدا عزبان الرزاز المتوفى عام 1833، ابن مصطفى كتخدا الرزاز المتوفى عام 1805، ابن خليل أغا الرزاز المتوفى عام 1640، وخليل هو تركى الجنسية من أسس الرزازية، بذخ نجمه في عهد رضوان بك جوربجي الرزاز حاكم مصر وقت السلطان محمد الرابع. يطلق لقبا كتخدا العزبان على أمراء الجيش العثماني الذين أجبروا على أن لا يتزوجوا خلال فترة الخدمة وكانت مهمتهم هي حماية سكن الوالي بالقلعة، ولقرب خليل كتخدا العزبان من الوالي منحه إدارة حرفة الرزازة وهي المسئولة عن جمع محصول الأرز في مصر ومن هنا لقب بالرزاز، وقد أشار الجبرتى أنه بسبب الأزمة الاقتصادية في منتصف القرن السابع عشر أصبح جمع جباية الأرز من الأمر المستحيل وبالرغم من ذلك أقنع خليل مزارع الأرز في محافظة الغربية باستقطاع جزء من المحصول ذاته لتغطية قيمة الضريبة المستحقة عليهم وتصاعد بعدها سعر الأرز في العالم صعوداً حاداً لدرجة أن السلطان أخذ ما أخذ من قيمة الضريبة ووهب الباقي لخليل كما أهداه أحد حكام مصر منزل يقيم به وهو المنزل الذي أسسه قايتباي والمحيط بالفناء الشرقي الحالي للعقار فأسس خليل بمنزله الجديد ومن خلال المال الذي تحصل عليه أحد أعرق الأسر في قاهرة السابع والثامن والتاسع عشر.

## الترميم

قاعة الاستقبال من الداخل في النصف الشرقي من البيت الرزاز المرممة مؤخرا

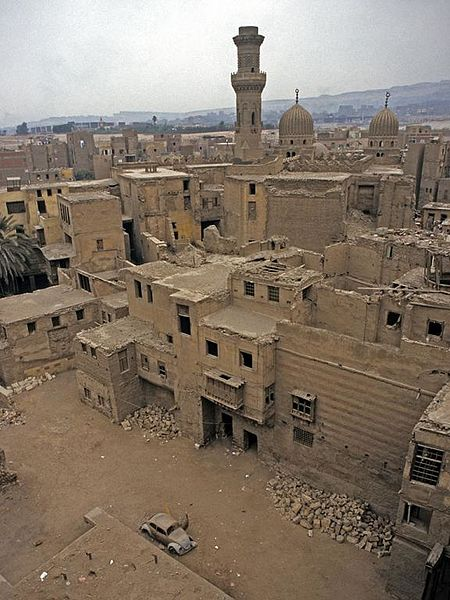
الفناء الغربي من بيت الرزاز، مع مئذنة مسجد أم السلطان شعبان في الخلفية، 1997

طرحت فكرة ترميم البيت في أوائل عام 1996، من قبل ممثل المجلس الأعلى للآثار على الوكالة الأمريكية للتنمية الدولية عندما منحت الأخيرة تمويل لترميم الآثار المصرية بإدارة مركز البحوث الأمريكي بمصر، وجاء الأثر من ضمن 6 آثار إسلامية تم اختيارهم بجانب آثار فرعونية ورومانية وقبطية أخرى، وبما أن التمويل كانت قيمته محددة فقدرت قيم قصوى يمكن أن يتمتع بها كل مشروع على حدى، فكان نصيب بيت الرزاز لا يتعدى مبلغ مليونين ونصف جنيهاً مصرياً، الأمر الذي مثل تحدياً في كيفية التعامل مع مبنى أثري في حالة شديدة التدهور وبعدد غرف يقرب من المائتين، منهم من ليس له مثيل في تاريخ العمارة الإسلامية، فكان هذا المبلغ هو المرحلة الأولى من منهجية مشروع الترميم، التي اعتمدت على مراحل تنفيذية تهدف جميعها إلى الارتقاء بالأثر وحالته الإنشائية وترويجه مع إشراك ودعم أفراد المجتمع المحيط والنهوض بالمحيط العمراني، وتوفير برامج تدريبية لعملية الترميم وكذلك تحفيز السلطات المحلية نحو إعادة استخدام الأثر.
قامت مبادئ فلسفة الترميم على التدخل الأدنى للحفاظ على أثرية الموقع بغرض إبراز عينة لما كان عليه البيت في حالته الأصلية وإبقاء الباقي في حالته الراهنة بعد عملية التنظيف والتثبيت. وذلك مع احترام جميع المراحل التاريخية التي شهدها الأثر دون تمييز وإعطاء فرصة لكل مرحلة للتعبير عن نفسها. وعلى هذا المنهج تم تنفيذ مشروع ترميم القسم الشرقي الأقدم فقط من الأثر بسبب الميزانية المحدودة وذلك بدايةً من عام 2003، وحتى تسليمه للمجلس الأعلى للآثار في عام 2007، أما القسم الغربي فقد أدرجته وزارة الثقافة ضمن خطة ترميم معالم القاهرة.

## مشروع حفاظ وترميم وإعادة استخدام
| مشروع حفاظ وترميم وإعادة استخدام |                                                                                   |
| بيت الرزاز                       |                                                                                   |
| الموقع                           | تقاطع شارعي سوق السلاح وباب الوزير، الدرب الأحمر القاهرة التاريخية                |
| أثر رقم                          | 235                                                                               |
| المالك                           | المجلس الأعلى للآثار                                                              |
| الاستشاري                        | د. علاء حبشي، استشاري الترميم وصيانة المباني الأثرية ومدير مشروع ترميم بيت الرزاز |
| الممول                           | الوكالة الأمريكية للتنمية الدولية، وتحت إدارة مركز البحوث الأمريكي بمصر           |
| سنة التنفيذ                      | 2004-2007                                                                         |
| التكلفة الإجمالية                | 2.5 مليون جنية مصري (مليونين ونصف جنية مصري)                                      |

## أثر إسلامي
تم تسجيل بعض العناصر التاريخية من هذا المبنى عام 1890م على يد لجنة حفظ الآثار العربية التابعة وقتها لوزارة الأوقاف ولم يكتمل تسجيلٌ المبنى كآثر واحد إلا في عام 1960م ورقم بآثر إسلامي رقم 535 ليصبح العقار والمبنى الآثري المقام عليهٌ ملك للمجلس الأعلى للآثار.
كما تم تسجيل بيت الرزاز كأثر من ضمن الآثار الإسلامية وقد أخلي من سكانه في الستينيات من القرن العشرين ، ومؤخرا تم ترميم جزئه الشرقي وحاز هذا العمل على جائزة حسن فتحي للترميم المرهف والمناسب لتاريخ وأهمية الأثر، وبقى الجزء الغربي في حاجة ماسة للتدخل. أحد أهم المميزات التي اكتسبها المبنى في الآونة الأخيرة هي موافقة وزارة الدولة للآثار على تأهيل المبنى وإعادة توظيفه مما سيجعله نموذج ناجح لإحياء التراث بجانب الحفاظ على القيمة الاثرية والتاريخية.

## جائزة حسن فتحى للعمارة
جائزة حسن فتحي للعمارة، هي جائزة أطلقتها مكتبة الإسكندرية ولجنة العمارة بالمجلس الأعلى للثقافة، بهدف الارتقاء بالعمارة المصرية، ونشر الوعي الثقافي بالعمارة وأهميتها وتشجيع وتكريم وتقدير المهندسين المعماريين المصريين. وقد حصل استشاري ومدير مشروع ترميم بيت الرزاز الدكتور علاء الحبشى على إحدى جوائز حسن فتحي للعمارة عام 2010  وهي الجائزة التقديرية عن فئة مشروعات الحفاظ على التراث المعماري لمشروعات الحفاظ والترميم والتجديد وإعادة الاستخدام، لمشروع حفاظ وترميم وإعادة استخدام بيت الرزاز.

## الصندوق العالمي للآثار

قائمة المتابعة ووتش التابعة للصندوق العالمي للآثار

في 8 أكتوبر 2013 تم تسجيل بيت الرزاز على قائمة المتابعة «ووتش» التابعة للصندوق العالمي للآثار وهو الوحيد الذي تم اختياره من جمهورية مصر العربية لقائمة عام 2014.